# Diospyros sphaerosepala
Diospyros sphaerosepala är en tvåhjärtbladig växtart som beskrevs av John Gilbert Baker. Diospyros sphaerosepala ingår i släktet Diospyros och familjen Ebenaceae. Utöver nominatformen finns också underarten D. s. sphaerosepala.